# Número octogonal centrado
Un número octagonal centrado es un número figurado centrado que representa un octógono con un punto en el centro y todos los demás puntos que rodean el punto central en capas octagonales sucesivas. Los números octagonales centrados son los mismos que los números cuadrados impares. Así, el número octagonal centrado 'n' viene dado por la fórmula
{\displaystyle (2n-1)^{2}=4n^{2}-4n+1.}
Los primeros números octogonales centrados son
1, 9, 25, 49, 81, 121, 169, 225, 289, 361, 441, 529, 625, 729, 841, 961, 1089.
El cálculo de la función tau de Ramanujan en un número octagonal centrado produce un número impar, mientras que para cualquier otro número la función produce un número par.